# Josef Neuwirth
Josef (Joseph) Neuwirth (5. června 1855 Zahrádky u České Lípy – 25. dubna 1934 Vídeň) byl český, německy píšící, historik českého středověkého umění doby Karla IV., vysokoškolský profesor, pracovník státní památkové péče.

## Život
Josef Franz Neuwirth se narodil v rodině Josefa Neuwirtha, ředitele Nového zámku Alfréda Kounice v Zahrádkách u České Lípy. Po absolvování augustiniánského gymnázia v České Lípě studoval v letech 1875–1878 germanistiku, historii, klasickou filologii, dějiny umění a archeologii na Karlo-Ferdinandově univerzitě v Praze. Během studií se angažoval v rakouské pobočce německého studentského hnutí (Corps Austria) a ve spolku šermířů Korbschläger (název podle bezpečnostního krytu záštity kordu v podobě drátěného košíku). V letech 1880 – 1885 působil jako středoškolský pedagog na německém gymnáziu na Starém Městě, kde byl 18. července roku 1882 jmenován řádným profesorem. Roku 1886 se habilitoval na německé univerzitě v Praze (u profesora Alwina Schultze). Roku 1895 zde získal mimořádnou a 1897 řádnou profesuru ještě za doby působení prof. Alwina Schultze, jehož byl žákem. V letech 1891–1934 byl korespondujícím, později řádným členem Společnosti pro podporu německé vědy, umění a literatury v Čechách („Gessellschaft zur Förderung deutscher Wissenschaft, Kunst und Literatur in Böhmen“).
Byl korespondentem vídeňské Centrální komise pro ochranu památek pro Čechy (1886) a pro Dolní Rakousy (1900), od roku 1902 členem komise a v letech 1905–1914 generálním kozervátorem její II. sekce. Roku 1899 i s rodinou přesídlil do Vídně. V letech 1899–1926 tam byl profesorem obecných dějin umění na Vídeňské technice, v letech 1903–1905 jejím rektorem. Působil jako dvorní rada (1905). U příležitosti jeho penzionování roku 1926 mu byl udělen titul doktora honoris causa na německé technické univerzitě v Brně a roku 1932 stejný titul na Technické univerzitě ve Vídni.

## Rodina
Jako katolík se 3. února 1883 v pražském německém evangelickém kostele svatého Michala v Jirchářích oženil s evangeličkou Gabrielou Luisou Adelheid von Stein (* 25. 5. 1859), dcerou přírodovědce Samuela Friedricha Nathaniela, rytíře von Stein (1818–1885), profesora a v letech 1875–1876 rektora pražské německé univerzity.
Měli tři děti. Dcera Rosa Neuwirthová (1883-1929) byla rakouskou keramičkou, synové se jmenovali Friedrich (*1885) a Kurt (*1893).

### Ocenění
- 1908 Řád železné koruny císaře Františka Josefa I.
- 1926 Dr. techn. h. c., Německá technika v Brně
- 1932 Dr. techn. h. c., Vídeňská technika

## Dílo
Zabýval se českým středověkým uměním a před odchodem do Vídně publikoval práci o křesťanském umění doby Přemyslovců. Navázal na práci Bernarda Gruebera. Dopustil se některých omylů v dataci rotund, jejichž vznik kladl až do 12. století. Správně vyzdvihl význam cisterciáckého řádu pro uvedení gotického slohu do českých zemí. V šesti svazcích postupně publikoval historické práce, které mapovaly architekturu a umění gotiky.
Věnoval se systematicky studiu a publikování písemných pramenů k pražské dómské huti. Správně určil původ architektů Svatovítské katedrály Matyáše z Arrasu i Petra Parléře i jejich podíl na stavbě
Díky dobré znalosti srovnávacího materiálu z Německa, Itálie a Francie pozvedl studium českého umění na evropskou úroveň. Podrobně zkoumal nástěnné a deskové malby na Karlštejně a v Emauzích v Praze. Se závěry jeho bádání polemizoval Max Dvořák.